# Похитонов, Николай Данилович
Николай Данилович Похитонов (1857, Миргород — 1896, Санкт-Петербург) — штабс-капитан Русской императорской армии, революционер-народоволец. 

## Биография
Родился в 1857 году в Миргороде Полтавской губернии в дворянской семье, в семье генерала Д. Д. Похитонова.
Учился в Киевской военной гимназии, а затем в Санкт-Петербургском артиллерийском училище, которое окончил в 1876 году и был направлен в 5-ю артиллерийскую бригаду. Принимал участие в русско-турецкой войне 1877—1878 годов и в это время разработал свои первые политические идеи: как он заявил несколько лет спустя, ему казалось абсурдным бороться за свободу Болгарии, когда «Россия находилась под гнетом деспотизма».
В 1879 году он поступил в Артиллерийскую академию в Петербурге, которую окончил в мае 1882 года. Уже осенью 1880 года он вступил в «Народную волю», образовав вместе с другими офицерами революционное ядро, состоявшее только из военных, среди которых были Дегаев, Суханов, Штромберг и Рогачёв.
Как указывала Вера Фигнер, Похитонов, высокий и красивый, обладал солидной культурой и «подкупал изяществом и сдержанным красноречием своих речей. Он говорил спокойно и умиротворенно, ни на секунду не отступая от реальности». Он понимал, что идея вооруженного восстания нецелесообразна ввиду слабости организации, и ставил своей целью расширение революционных сил, присутствующих в армии, посредством постоянной пропаганды. Однако сам он считал себя неподходящим для этой задачи, в том числе и из-за объективной трудности раскрытия себя от первого лица. Пришлось бы оставить армию и скрываться, но состояние здоровья — у него начали проявляться нервные расстройства — не позволяло этого сделать, поэтому его вклад в революционное движение был довольно скромным.
В конце декабря 1881 года он был арестован, но вскоре освобождён из-за отсутствия улик против него. После окончания академии был направлен сначала в полк, стоявший на Кавказе, затем в Кобеляки Полтавской губернии. Здесь он был второй раз арестован 11 апреля 1883 года по доносу Дегаева, бывшего его товарищем по Академии и всегда питавшего к нему искреннюю дружбу, но с некоторого времени ставшего сотрудником охранки. Он был доставлен в Петербург, где 6 октября 1884 года начался судебный процесс, названный по числу обвиняемых «Процессом четырнадцати». Похитонов выглядел очень изменившимся, бледным и худым, и признался, что был членом «Народной воли». Его военный статус был отягчающим обстоятельством, и 10 октября он был приговорён к смертной казни вместе с ещё пятью офицерами, а также Верой Фигнер и Людмилой Волкенштейн. Однако казнили только Штромберга и Рогачёва, а остальным приговор заменили на пожизненное заключение.
После десяти лет заключения в Шлиссельбургской крепости у него стали проявляться признаки безумия. Он строил абсурдные планы, как за короткое время стать несметно богатым, иногда он был раздражительным, иногда плаксивым, иногда проходил мимо камер своих товарищей, прося милостыню, однажды его попытка самоубийства была сорвана, и, наконец, у него начались галлюцинации. Осенью 1895 года его признали невменяемым, а 17 февраля 1896 года он покинул крепость и был интернирован в Военный госпиталь в Санкт-Петербурге, где и скончался в том же году.